# بيث مكنيل
بيث مكنيل (10 نوفمبر 1982 - ) (بالإنجليزية: Beth McNeill)‏ هي لاعبة كريكت نيوزلندية.

## وصلات خارجية
- بيث مكنيل على موقع إي آس بي آن كريك إنفو (الإنجليزية)